# Канада на летних Олимпийских играх 1956
Канада принимала участие в Летних Олимпийских играх 1956 года в Мельбурне (Австралия) в двенадцатый раз за свою историю, и завоевала три бронзовые, две золотые, одну серебряную медали. Сборную страны представляли 15 женщин.

## Золото
- Гребля, мужчины — Арчибальд Маккиннон, Лорн Лумер, Уолтер д’Ондт и Дональд Арнольд.
- Стрельба, мужчины — Рэймонд Уллетте.

## Серебро
- Гребля, мужчины — Philip Kueber, Richard McClure, Robert Wilson, David Helliwell, Donald Pretty, William McKerlich, Douglas McDonald, Lawrence West, Carlton Ogawa.

## Бронза
- Прыжки в воду, женщины — Ирен МакДональд.
- Стрельба, мужчины — Стюарт Боа.
- Конный спорт, мужчины — John Rumble, James Elder, Brian Herbinson.